# László Branikovics
László Branikovics, eller Branikovits, född 18 december 1949 i Budapest, Ungern, död 16 oktober 2020, var en ungersk fotbollsspelare som medverkade i det ungerska lag som tog OS-silver i fotbollsturneringen vid de olympiska sommarspelen 1972 i München.